# Jan Štork
Poručík pilot Jan Štork (27. prosince 1892 Úlice – 26. července 1965 Plzeň) byl český voják, československý legionář, příslušník dobrovolnické roty Nazdar v rámci francouzské Cizinecké legie během první světové války ve Francii, účastník bitvy u Arrasu, posléze příslušník dobrovolnického leteckého oddílu francouzského letectva. Byl jedním z mála československých legionářů, kteří během první světové války absolvovali bojové letecké nasazení.

## Život

### Mládí
Narodil se 27. prosince 1892 v Ulicích nedaleko Plzně. Otec pracoval jako zahradník na úlickém zámku Fridricha Ludvíka Macenauera, oba rodiče ve Štokrově mládí zemřeli. Odešel do Prahy, zde se po otci vyučil zahradníkem v zahradách Jeleního příkopu v areálu Pražského hradu. Zanedlouho odešel za prací do Paříže, kde s dopomocí českého krajanského spolku Société des jardiniers slaves jako zahradník u hraběte Choiseul v Juvisy u Paříže. Poté vystřídal několik zaměstnavatelů v okolí hlavního města.

### Válka

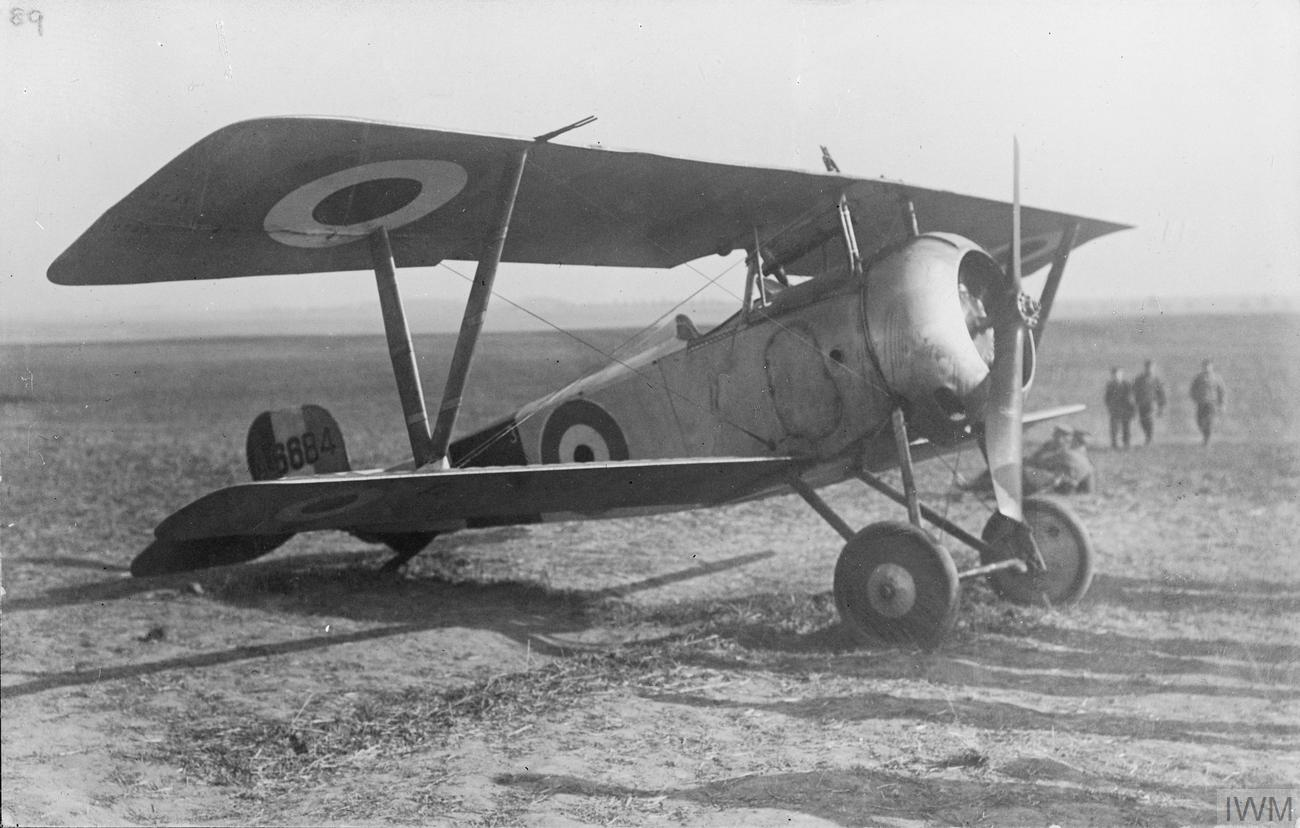
Nieuport 17

Dne 28. července 1914, když Rakousko-Uhersko vyhlásilo válku Srbsku. Štork se zanedlouho přihlásil do roty Nazdar, vzniklé 31. srpna 1914 v rámci Cizinecké legie z iniciativy zástupců francouzské pobočky Sokola a sociálně-demokratického spolku Rovnost, zejména malířem Františkem Kupkou, Ernestem Denisem a jeho zetěm a pozdějším prvním československým důstojníkem Václavem Dostalem. S ostatními sdílel myšlenku vzniku samostatného Československa. Setkal se rovněž s generálem a pilotem Milanem Rastislavem Štefánikem.
K bojovému nasazení byla rota Nazdar odeslána v říjnu 1914 do kraje Champagne poblíž Remeše. Frontu se v té době podařilo stabilizovat a rota Nazdar žila běžným zákopovým životem. V dubnu 1915 byla jednotka převelena do oblasti Artois, kde francouzská armáda připravovala ofenzivu a marocká divize měla být nasazena na jejím útočném hrotu. 9. května 1915 se během bitvy u Arrasu s jednotkou zúčastnil těžkých bojů o kótu 140 u vesnice blízké vesnici Neuville-Saint-Vaast poblíž Vimy, při které rota utrpěla těžké ztráty. Zde byl Štork těžce raněn a odeslán na zdravotní dovolnenou. Rota Nazdar po tomto nasazení přestala formálně existovat a její zbylí členové byli zařazeni do jiných jednotek.

### Letec
Štork se díky Štefánikově iniciativě přihlásil do leteckého výcviku s vidinou zařazení do české eskadrily, z jehož uskutečnění ale nakonec sešlo. K výcviku nastoupil v lednu 1916 v leteckém učilišti v Pau, mimo jiné na strojích Blériot XI, a střelecký kurs v Cazaux-Lac. Ten ukončil v březnu téhož roku. Letecký výcvik ve Francii absolvovali rovněž další Češi, například Augustin Charvát, Jan Hofman (zemřel v boji), Václav Pilát, Václav Kahovec či Vilém Stanovský.

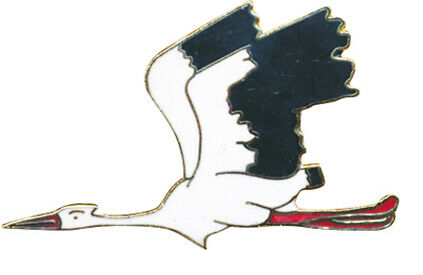
Symbol čápa, znak letky Les Cigognes

V září 1916 byl Štork v hodnosti desátníka pilota zařazen ke stíhací letce N26 operující v té době na frontové linii z letiště Bois de Hangard u Amiens vybavenou stíhacími dvouplošnými letouny Nieuport 17. Během probíhající Druhé bitvy na Aisně byly sjednoceny eskadrity N3, N26, N73 a N103, přezbrojeny na letouny Spad V.II a vytvořena bojová skupina Groupe de Combat 12 s označením Spa pod velením majora pilota Felixe Brocarda. Jednotka se neformálně nazývala Les Cigognes, čápi. Štork zde prováděl zejména hlídkové a doprovodné lety, začátkem roku 1917 byl na vlastní žádost přeřazen k přeškolení na dvoumotorové pozorovací a bombardovací letouny Caudron G.4. Jeho zařazení do jednotky s takovým názvem je úsměvné, neboť příjmení Štork vychází z německého výrazu pro čápa, Der Storch.
Po ukončení výcviku byl umístěnu u letky C74, spadající pod Belgickou armádu, pod velením kapitána Paillarda, tedy operující z letiště Hondschoot ve Flandrech. Nadále prováděl pozorovací a fotografické mise na strojích Caudron G.4 a G.6. S přibývajícími bojovými zkušenostmi si na svůj letoun Caudron G.6 nechal namalovat vlastní symbol, tvář Číňanky a název letounu, Nénette Renee. Se strojem byl v září 1917 sestřelen nad frontou, podařilo se mu však nouzově přistát, zachránili průzkumné fotografie a s druhým členem posádky vyvázli bez zranění. Za svou vzornou službu byl jej osobně vyznamenal belgický král Albert I., spolu s ostatními letci z jeho jednotky, Rytířským křížem řádu Leopolda II.
Vyčerpán bojovým nasazením, využil Štork začátkem roku 1918 možnosti k přeložení mimo frontové linie. Byl zařazen jako pilot k jednotkám protiletecké obrany Paříže operující z letišť v Le Bourget a Étampes, prováděl také servisní a technické lety strojů.

### Po vzniku Československa
Po skončení první světové války 11. listopadu 1918 a následném podpisu Versailleské dohody se Štork jakožto zástupce francouzské armády stal členem komise dohlížející v Německu na likvidaci vojenské letecké bojové techniky. Byl vyznamenán Československým válečným křížem a Croix de guerre (Vojenský válečný kříž). V únoru 1919 byl z francouzské armády propuštěn v hodnosti poručíka a vrátil se zpět do svého rodného kraje. Krátce byl členem Československé armády, následně se pokusil neúspěšně podnikat v zahradnictví. Od roku 1925 žil v zakoupeném domě v Městě Touškově u Plzně, věnoval se sportovnímu letectví v Západočeském aeroklubu v Plzni. Po záboru Touškova nacistickým Německem se přestěhoval do Plzně.
Po obsazení tzv. Druhé republiky armádou a vzniku Protektorátu Čechy a Morava se jakožto vlastenec a bývalý voják se zapojil do odbojové činnosti proti německým okupantům, několikrát byl vyslýchán plzeňským gestapem. Účastnil se rovněž povstání v květnu 1945, jeho hlas zazněl při vysílání plzeňského rozhlasu při svolávání mužů do bojových oddílů. Po válce se vrátil do Touškova a provozoval zde zahradnictví.

### Úmrtí
Jan Štork zemřel 26. července 1965 v Plzni.